# Lộc Bình
Lộc Bình là một huyện biên giới thuộc tỉnh Lạng Sơn, Việt Nam.

## Địa lý
Huyện Lộc Bình nằm ở phía đông tỉnh Lạng Sơn, có vị trí địa lý:
- Phía đông giáp thành phố Sùng Tả thuộc tỉnh Quảng Tây, Trung Quốc
- Phía tây giáp huyện Chi Lăng và huyện Sơn Động, tỉnh Bắc Giang
- Phía nam giáp huyện Đình Lập và huyện Lục Ngạn, tỉnh Bắc Giang
- Phía bắc giáp huyện Cao Lộc.

Huyện Lộc Bình có diện tích 1.000,95 km², dân số năm 2019 là 84.740 người. Huyện lỵ là thị trấn Lộc Bình nằm trên Quốc lộ 4, cách thành phố Lạng Sơn 20 km về phía đông nam và cách biên giới Việt - Trung 15 km về phía đông bắc.

## Hành chính
Huyện Lộc Bình có 21 đơn vị hành chính cấp xã trực thuộc, bao gồm 2 thị trấn: Lộc Bình (huyện lỵ), Na Dương và 18 xã: Ái Quốc, Đồng Bục, Đông Quan, Hữu Khánh, Hữu Lân, Khánh Xuân, Khuất Xá, Lợi Bác, Mẫu Sơn, Minh Hiệp, Nam Quan, Sàn Viên, Tam Gia, Thống Nhất, Tú Đoạn, Tú Mịch, Xuân Dương, Yên Khoái.

## Lịch sử
Tháng 7 năm 1947, Khu ủy 12 quyết định tạm thời chuyển huyện Lộc Bình về tỉnh Hải Ninh quản lý. Tuy nhiên, đến ngày 7 tháng 6 năm 1949, huyện Lộc Bình được sáp nhập trở lại tỉnh Lạng Sơn.
Sau năm 1975, huyện Lộc Bình thuộc tỉnh Cao Lạng, bao gồm thị trấn Lộc Bình và 27 xã: Ái Quốc, Bằng Khánh, Đồng Bục, Đông Quan, Hiệp Hạ, Hữu Khánh, Khuất Xá, Lợi Bác, Lục Thôn, Mẫu Sơn, Minh Phát, Nam Quan, Như Khuê, Nhượng Bạn, Quan Bản, Sàn Viên, Tam Lộng, Tĩnh Bắc, Tĩnh Gia, Tú Đoạn, Tú Mịch, Vân Mộng, Xuân Dương, Xuân Lễ, Xuân Mãn, Xuân Tình, Yên Khoái.
Tuy nhiên, đến ngày 29 tháng 12 năm 1978, huyện Lộc Bình thuộc tỉnh Lạng Sơn vừa được tái lập.
Ngày 10 tháng 6 năm 1981, giải thể xã Tĩnh Gia, tách 8 xóm: Khòn Xè, Khòn Tồng, Khòn Cảm, Khòn Chào, Khòn Cuồng, Pò Nâm, Nà Ơ và Co Lượt của xã Tĩnh Gia để sáp nhập vào xã Tam Lộng thành xã Tam Gia; tách 4 xóm: Bản Chắt, Nà Lầm, Nậm Chang và Khuổi Dài của xã Tĩnh Gia để sáp nhập vào xã Bính Xá, huyện Đình Lập.
Ngày 12 tháng 1 năm 1984, thành lập thị trấn Na Dương trên cơ sở 600 ha của xã Lợi Bác, 200 ha của xã Đông Quan, 150 ha của xã Sàn Viên.
Ngày 11 tháng 9 năm 1989, chuyển xã Hữu Lân thuộc huyện Chi Lăng về huyện Lộc Bình quản lý.
Ngày 1 tháng 1 năm 2020, sáp nhập xã Lục Thôn vào thị trấn Lộc Bình; sáp nhập 3 xã Bằng Khánh, Xuân Lễ và Xuân Mãn thành xã Khánh Xuân; sáp nhập xã Quan Bản vào xã Đông Quan; sáp nhập xã Minh Phát và xã Hiệp Hạ thành xã Minh Hiệp; sáp nhập 4 xã Xuân Tình, Như Khuê, Vân Mộng và Nhượng Bạn thành xã Thống Nhất.
Ngày 1 tháng 12 năm 2024, sáp nhập xã Tĩnh Bắc vào xã Tam Gia.
Huyện Lộc Bình có 2 thị trấn và 18 xã như hiện nay.

## Du lịch
Huyện Lộc Bình có khu du lịch, nghỉ mát Mẫu Sơn, nằm trên đỉnh núi cao nhất đông bắc, từ đây có thể nhìn sang địa phận Trung Quốc. Đặc biệt, về mùa đông, khi thời tiết xuống thấp nơi đây còn có băng giá.

## Đặc sản
Hai đặc sản nổi tiếng nhất của Lộc Bình gắn liền với ngọn núi Mẫu Sơn. Đó là rượu Mẫu Sơn và đào Mẫu Sơn. Rượu Mẫu Sơn được cất bằng men lá và nguồn nước lấy từ đỉnh núi. Khi uống có hương vị thơm nồng. Đào Mẫu Sơn quả to, có vị ngọt đậm.